# Cartoceto
Cartoceto là một đô thị ở tỉnh Pesaro và Urbino trong vùng Marche, nằm cách 50 km về phía tây bắc của Ancona và khoảng 15 km về phía nam của Pesaro. Tại thời điểm ngày 31 tháng 12 năm 2004, đô thị này có dân số 7.032 và diện tích là 23,2 km².
Đô thị Cartoceto có các frazioni (các đơn vị trực thuộc, chủ yếu là các làng) Lucrezia, Molinaccio, Pontemurello, Ripalta, Salomone, và Sant'Anna.
Cartoceto giáp các đô thị sau: Fano, Mombaroccio, Montemaggiore al Metauro, Piagge, Saltara, Serrungarina.